# Lijst van oorlogsmonumenten in Eersel
De Nederlandse gemeente Eersel heeft verschillende oorlogsmonumenten. Hieronder een overzicht.
| Nr.                             | Object                         | Herdachte groep                                                    | Ontwerper                                                   | Onthulling        | Type            | Locatie                               | Plaats   | Coördinaten                   | Foto                           |
| ------------------------------- | ------------------------------ | ------------------------------------------------------------------ | ----------------------------------------------------------- | ----------------- | --------------- | ------------------------------------- | -------- | ----------------------------- | ------------------------------ |
| 969                             | Herdenkingsmonument 1940-1945  | algemeen                                                           | Leo van der Sangen (ontwerp), Dirk Oosterbosch (uitvoering) | 4 mei 1990        | reliëf          | Willibrordusstraat, 5513 AB           | Wintelre | 51° 26' 33" NB, 5° 20' 22" OL |                                |
| 970                             | Bevrijdingsmonument            | overig                                                             |                                                             | 1 december 1981   | gedenksteen     | Kerkstraat 29, 5513 AP                | Wintelre | 51° 26' 39" NB, 5° 20' 27" OL |                                |
| 971                             | Vredesmonument                 | militairen in dienst van het Ned. Kon. na 1945, burgerslachtoffers | Marja van Riel (10-12-1947)                                 | 15 september 2001 | beeld/sculptuur | Dijk 15, 5521 AW                      | Eersel   | 51° 21' 27" NB, 5° 18' 45" OL | Vredesmonument                 |
| 974                             | Mariakapel                     | algemeen                                                           |                                                             | 1943              | kapel           | Groenstraat, 5513 NB                  | Wintelre | 51° 26' 15" NB, 5° 20' 35" OL |                                |
| 975                             | Mariakapel                     | militairen in dienst van het Ned. Kon. na 1945, burgerslachtoffers | Ir. Jos. Bedaux                                             | 1940              | kapel           | Dijk 41, 5521 AW                      | Eersel   | 51° 21' 25" NB, 5° 18' 55" OL |                                |
| 3484                            | Herdenkingsmonument St. Joseph | algemeen, vervolgden Nederland                                     | Albert Meertens                                             | 1945              | beeld/sculptuur | Eikenburg, 5521                       | Eersel   | 51° 21' 22" NB, 5° 18' 44" OL | Herdenkingsmonument St. Joseph |
| 3485                            | Tableau Beekvliet              | algemeen                                                           | Albert Meertens                                             | 1945              | overig          | Eikenburg, 5521                       | Eersel   | 51° 21' 22" NB, 5° 18' 44" OL | Tableau Beekvliet              |
| Dit oorlogsmonument op Wikidata | Stolpersteine                  | vervolgden Nederland                                               | Gunter Demnig                                               | 2023              | plaquette       | Zie Lijst van Stolpersteine in Eersel | Eersel   |                               | Meer afbeeldingen              |

Alphen-Chaam ·
Altena ·
Asten ·
Baarle-Nassau ·
Bergeijk ·
Bergen op Zoom ·
Bernheze ·
Best ·
Bladel ·
Boekel ·
Boxtel ·
Breda ·
Cranendonck ·
Deurne ·
Dongen ·
Drimmelen ·
Eersel ·
Eindhoven ·
Etten-Leur ·
Geertruidenberg ·
Geldrop-Mierlo ·
Gemert-Bakel ·
Gilze en Rijen ·
Goirle ·
Halderberge ·
Heeze-Leende ·
Helmond ·
's-Hertogenbosch ·
Heusden ·
Hilvarenbeek ·
Laarbeek ·
Land van Cuijk ·
Loon op Zand ·
Maashorst ·
Meierijstad ·
Moerdijk ·
Nuenen, Gerwen en Nederwetten ·
Oirschot ·
Oisterwijk ·
Oosterhout ·
Oss ·
Reusel-De Mierden ·
Roosendaal ·
Rucphen ·
Sint-Michielsgestel ·
Someren ·
Son en Breugel ·
Steenbergen ·
Tilburg ·
Valkenswaard ·
Veldhoven ·
Vught ·
Waalre ·
Waalwijk ·
Woensdrecht ·
Zundert